# Донорі
Донорі (італ. Donori, сард. Donori) — муніципалітет в Італії, у регіоні Сардинія,  провінція Кальярі.
Донорі розташоване на відстані близько 400 км на південний захід від Рима, 25 км на північ від Кальярі.
Населення — 2097 осіб (2014).

## Демографія
Населення за роками:

Станом на 1 січня 2023 року в муніципалітеті офіційно проживало 9 іноземців з 7 країн, серед них 2 громадяни країн Євросоюзу та 3 громадяни України.

## Сусідні муніципалітети
- Барралі
- Саматцаі
- Сант'Андреа-Фрьюс
- Сердіана
- Уссана